# R-360 Neptun

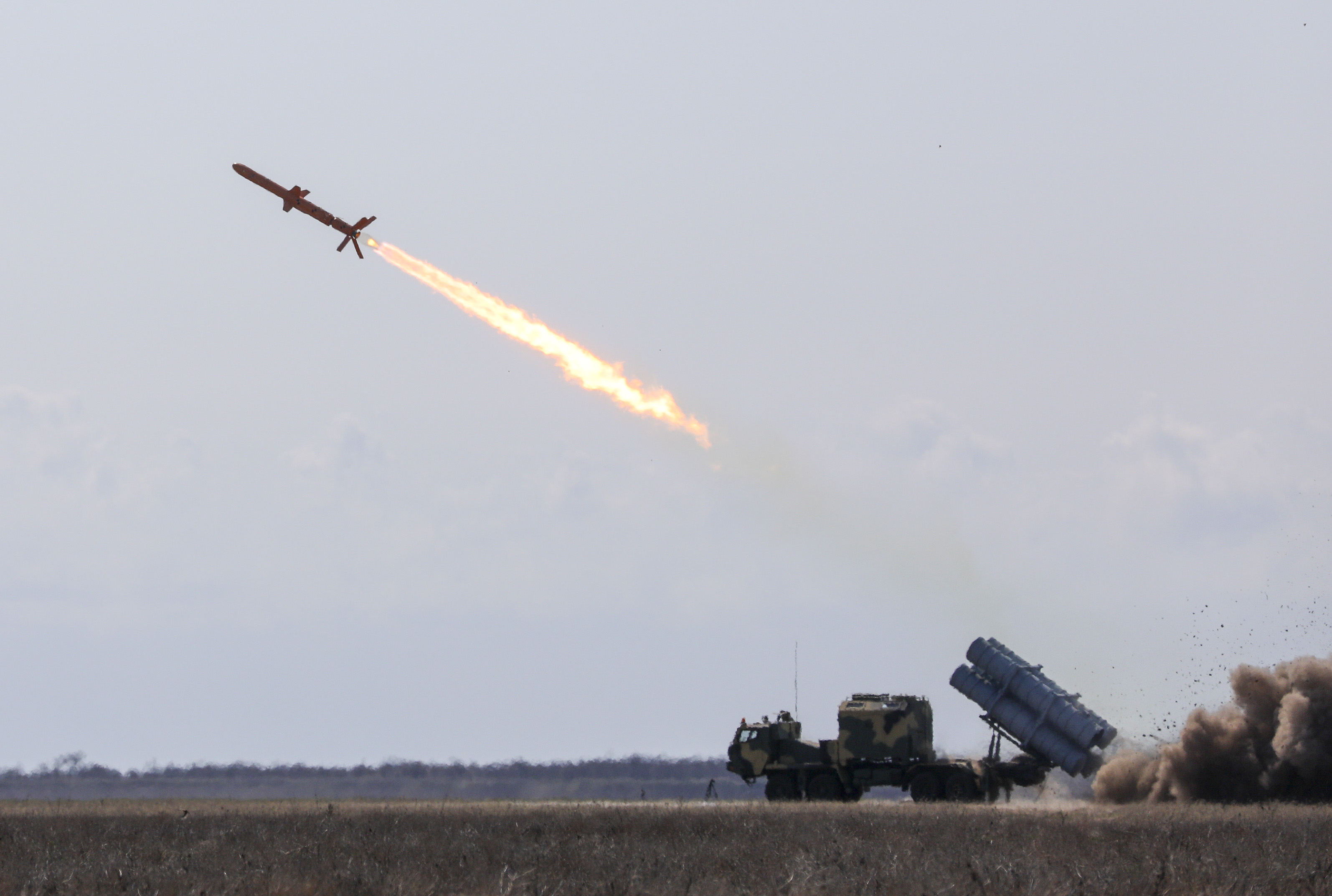
Odpalenie rakiety R-360 Neptun

R-360 Neptun (ukr. Р-360 Непту́н) – ukraiński przeciwokrętowy pocisk manewrujący opracowany i rozwijany przez ukraińskie Państwowe Przedsiębiorstwo Kijowskie Biuro Projektowe Łucz należące do koncernu Ukroboronprom. Pocisk stanowi amunicję dla mobilnego nadbrzeżnego systemu rakietowego Neptun RK-360MC. W 2020 roku pierwszy dywizjon Neptunów trafił na wyposażenie Sił Zbrojnych Ukrainy.

## Historia
Po aneksji Krymu przez Rosję w 2014 i stracie okrętów oraz systemów przeciwokrętowych, armia ukraińska zaczęła podkreślać potrzebę posiadania systemów krajowej produkcji, które mogłyby zagrozić okrętom rosyjskiej Floty Czarnomorskiej. Potrzebę tę wzmagał przerzut na półwysep sprzętu wojskowego, który zwiększał możliwości ofensywne i defensywne wojsk Federacji Rosyjskiej. Odpowiedzią na to był pocisk R-360 Neptun, który został zaprojektowany przez należące do państwowego koncernu Ukroboronprom zakłady FB Łucz  . Pierwsze testy poligonowe odbyły się 30 stycznia 2018 roku , a 17 sierpnia 2018 roku podczas testów pocisk trafił w cel morski odległy o ponad 100 km . W 2019 roku odbyła się pierwsza publiczna prezentacja pocisku. Innowacją było zamontowanie w nim dwuzakresowej samonaprowadzającej głowicy z aktywnym radarem.
10 czerwca 2019 roku poinformowano, że ukraińska armia zamówiła trzy dywizjony systemu rakietowego Neptun RK-360MC. Dywizjony te miały wejść w skład Marynarki Wojennej Ukrainy. Na jeden dywizjon miały składać się dwie baterie po sześć wyrzutni. Według założeń Neptun RK-360MC ma zastąpić system 4K51 Rubież z pociskiem P-20 Termit  .
17 czerwca 2020 roku odbyły się ostatnie testy pocisku z głowicą bojową na poligonie koło Odessy. KB Łucz poinformował wówczas o gotowości do seryjnej produkcji pocisków i systemów. Już w 2020 roku pierwsze systemy miały trafić na wyposażenie armii ukraińskiej . W tym samym roku system Neptun RK-360MC wraz z pociskiem został przyjęty na wyposażenie armii, a w grudniu Siły Zbrojne Ukrainy otrzymały pierwszy dywizjon Neptunów.
Armia Ukrainy podpisała w 2020 roku porozumienie z KB Łucz o rozpoczęciu prac rozwojowych dla lotniczej wersji pocisku Neptun, którą miałyby przenosić samoloty Su-24M. W planach jest również przygotowanie wersji pocisku odpalanego z pokładów okrętów wojennych.
W grudniu 2020 roku przedstawiciele KB Łucz poinformowali, że system Neptun RK-360MC został zakupiony przez Indonezję .
13 kwietnia 2022 r., podczas inwazji Rosji na Ukrainę, Ukraina poinformowała o trafieniu dwoma pociskami Neptun flagowego okrętu Floty Czarnomorskiej, krążownika rakietowego „Moskwa”. Trafienie to miało wywołać pożar okrętu i wybuch amunicji. Następnego dnia (14 kwietnia) wieczorem Ministerstwo Obrony Federacji Rosyjskiej potwierdziło, że holowany do portu uszkodzony okręt zatonął.

## Charakterystyka

### System rakietowy RK-360MC
W skład systemu rakietowego Neptun RK-360MC wchodzi wóz bojowy (początkowo na podwoziu KrAZ-7634NE o napędzie 8×8, później Tatra 815 ), wóz dowodzenia RKP-360, od jednej do czterech ciężarówek transportowych TZM-360 i pojazdów transportowo-załadowczych TM-360, a także wyrzutnia czterech pocisków Neptun na wozie bojowym .
Wóz bojowy może rozwijać maksymalną prędkość 70 km/h po drogach asfaltowych i 20 km/h na drogach gruntowych. Czas przygotowania wyrzutni do wystrzelenia to ok. 15 min.

## Galeria

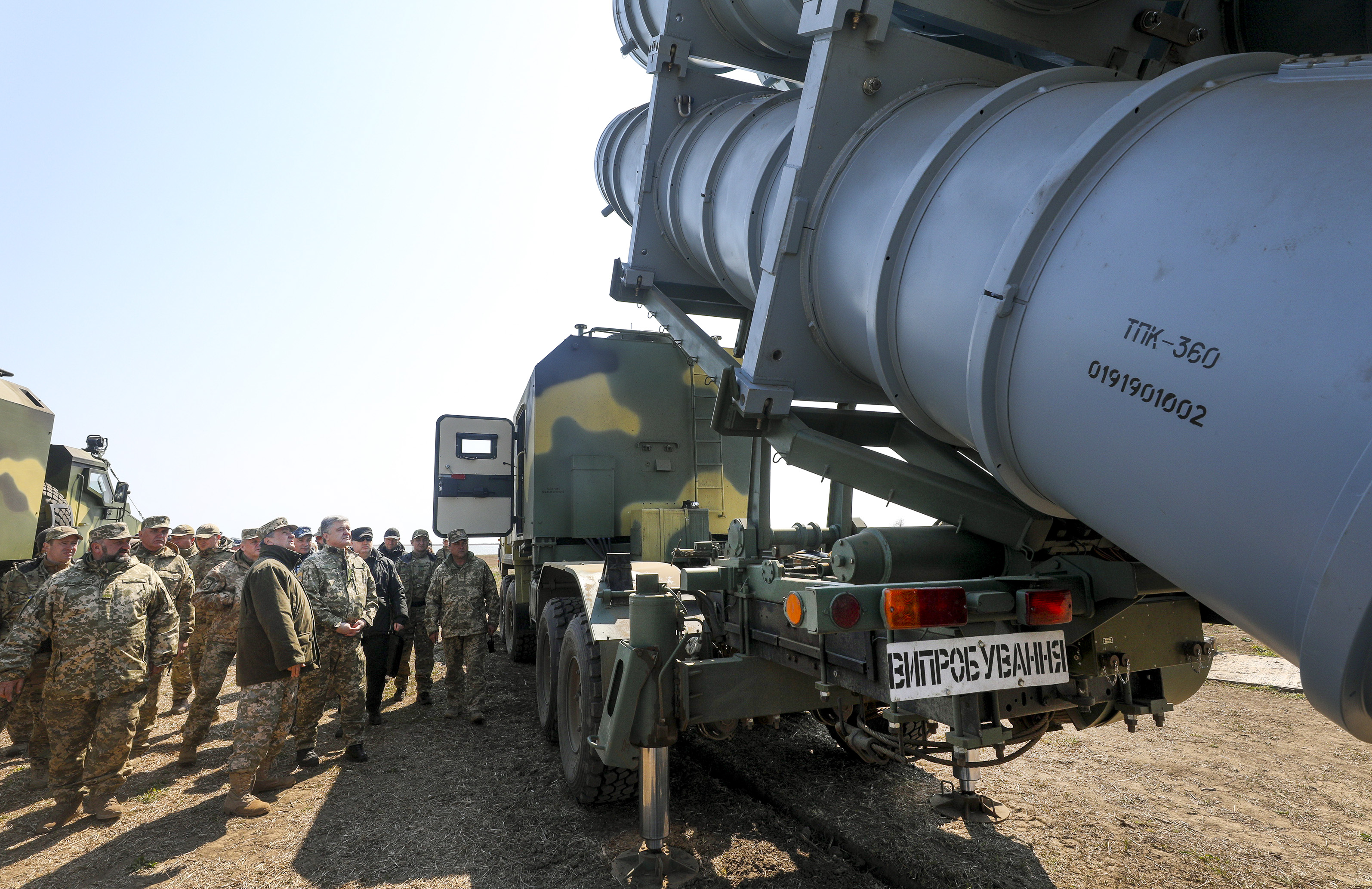
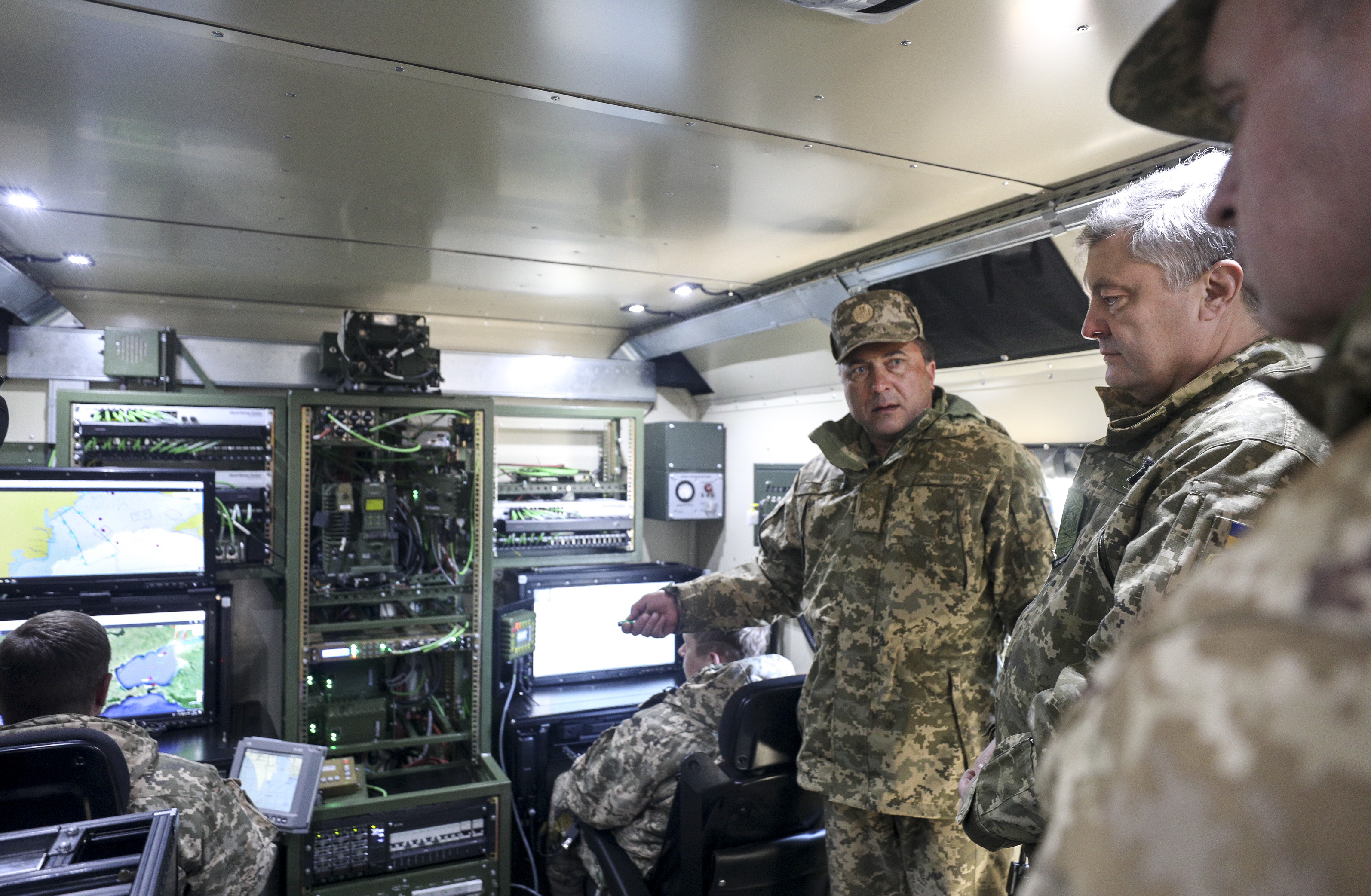
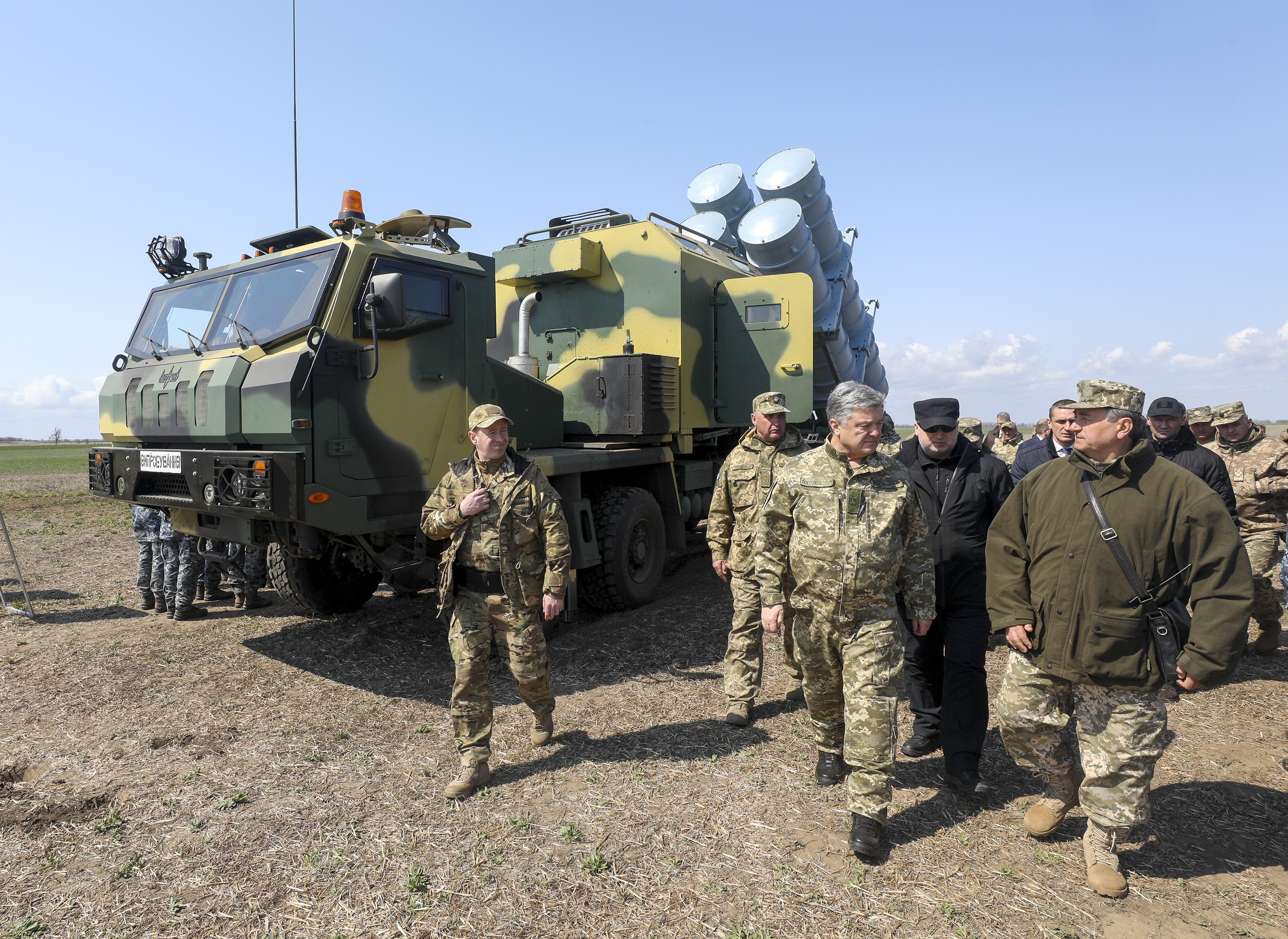
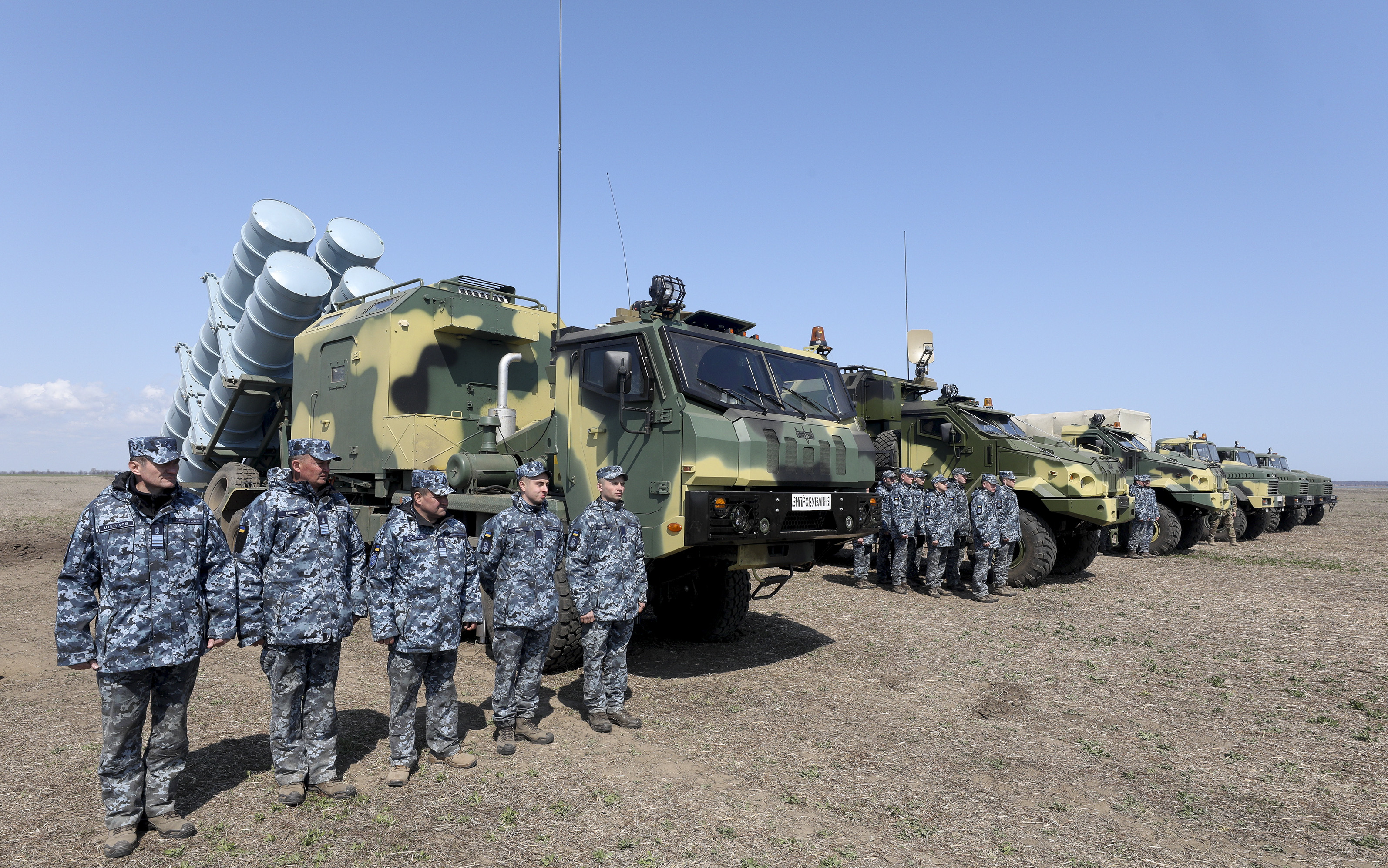

### Pocisk R-360 Neptun
Pocisk został wyposażony w dwuzakresową samonaprowadzającą głowicę bojową o masie 150 kg z aktywnym radarem. Dzięki zastosowanym radarom pocisk jest w stanie wykryć cel z odległości 50 km i jest odporny na zakłócenia radiowe. Nawigacja opiera się na systemach satelitarnym i inercyjnym, a pocisk nakierowywany jest na cel poprzez autopilota. Pocisk Neptun posiada radiowysokościomierz, który umożliwia mu lot na wysokości od 3 do 10 m, co sprawia, że może być niewidoczny dla radarów przeciwnika. W Neptunie zamontowano ulepszony silnik rakietowy oraz poprawiono sterowność i manewrowość.
Pocisk Neptun ma masę 870 kg. Deklarowany zasięg to 280 km, a prędkość jaką może rozwinąć wynosi 900 km/h. Średnica kadłuba pocisku to 420 mm, długość to 5050 mm.